# Tanagry
Tanagry (Thraupinae) – podrodzina ptaków z rodziny tanagrowatych (Thraupidae).

## Zasięg występowania
Podrodzina obejmuje gatunki występujące w Ameryce.

## Systematyka
Do podrodziny należą następujące rodzaje:
- Chlorochrysa Bonaparte, 1851
- Lophospingus Cabanis, 1878
- Neothraupis Hellmayr, 1936 – jedynym przedstawicielem jest Neothraupis fasciata (M.H.C. Lichtenstein, 1823) – dzierzbotanagra
- Gubernatrix Lesson, 1837 – jedynym przedstawicielem jest Gubernatrix cristata (Vieillot, 1817) – kardynałka
- Diuca Reichenbach, 1850 – jedynym przedstawicielem jest Diuca diuca (G.I. Molina, 1782) – diuka
- Paroaria Bonaparte, 1832
- Stephanophorus Strickland, 1841 – jedynym przedstawicielem jest Stephanophorus diadematus (Temminck, 1823) – diademik
- Schistochlamys Reichenbach, 1850
- Cissopis Vieillot, 1816 – jedynym przedstawicielem jest Cissopis leverianus (J.F. Gmelin, 1788) – srokotanager
- Calochaetes P.L. Sclater, 1879 – jedynym przedstawicielem jest Calochaetes coccineus (P.L. Sclater, 1858) – cynoberek
- Iridosornis Lesson, 1844
- Pipraeidea Swainson, 1827 – jedynym przedstawicielem jest Pipraeidea melanonota (Vieillot, 1819) – modrotanagra płowobrzucha
- Rauenia Wolters, 1980 – jedynym przedstawicielem jest Rauenia bonariensis (J.F. Gmelin, 1789) – modrotanagra żółtobrzucha
- Dubusia Bonaparte, 1850
- Pseudosaltator Burns, Unitt & Mason, 2016 – jedynym przedstawicielem jest Pseudosaltator rufiventris (d’Orbigny & Lafresnaye, 1837) – andomodraszek białobrewy
- Tephrophilus R.T. Moore, 1934 – jedynym przedstawicielem jest Tephrophilus wetmorei R.T. Moore, 1934 – andagra maskowa
- Sporathraupis Ridgway, 1898 – jedynym przedstawicielem jest Sporathraupis cyanocephala d’Orbigny & Lafresnaye, 1837) – andagra modrogłowa
- Anisognathus Reichenbach, 1850
- Buthraupis Cabanis, 1851 – jedynym przedstawicielem jest Buthraupis montana (d’Orbigny, 1836) – andotanager kapturowy
- Chlorornis Reichenbach, 1850 – jedynym przedstawicielem jest Chlorornis riefferii (Boissonneau, 1840) – andotanager zielony
- Cnemathraupis T.E. Penard, 1919
- Wetmorethraupis Lowery & O’Neill, 1964 – jedynym przedstawicielem jest Wetmorethraupis sterrhopteron  – tanagra złotogardła
- Bangsia T.E. Penard, 1919
- Ixothraupis Bonaparte, 1851
- Chalcothraupis Bonaparte, 1851 – jedynym przedstawicielem jest Chalcothraupis ruficervix (Prévost & Des Murs, 1846) – tangarka błękitna
- Poecilostreptus Burns, Unitt & Mason, 2016
- Thraupis F. Boie, 1826
- Stilpnia Burns, Unitt & Mason, 2016
- Tangara Brisson, 1760